# Eretmotus ibericus
Eretmotus ibericus är en skalbaggsart som beskrevs av Brisout de Barneville 1866. Eretmotus ibericus ingår i släktet Eretmotus och familjen stumpbaggar. Inga underarter finns listade i Catalogue of Life.